# L'un per l'altre
L'un per l'altre és una sèrie de televisió de la Televisió de Catalunya que es va emetre entre els anys 2003 i 2005 a TV3. Posteriorment també es va emetre pel Canal 300. L'estiu del 2018, es va fer una remissió de la sèrie. La sèrie té un total de 39 episodis.
La sèrie està protagonitzada pels actors Jordi Sànchez i Mònica Glaenzel i està dirigida per Pep Anton Gómez. És una producció de L'Avern Produccions.
L'un per l'altre segueix el Toni, un mestre d'història i arqueòleg frustrat, que s'ha ajuntat amb la Maria, recepcionista de l'hostal Lisboa. Ell és fill dels propietaris d'un sex shop de Barcelona, 'La Venus d'Horta', regentat per la Rosa, la mare. El pare, el Poppins, retirat deu anys abans de la jubilació, dedica la seva vida a les seves dues aficions: la vida contemplativa i la música rock. La sèrie s'inicia quan el Toni i la Maria s'instal·len al pis situat damunt el sex shop i just a sota del pis dels pares del Toni. Aquest pis és propietat dels sogres de la Maria, un regal enverinat que farà que el Toni i la Maria se sentin sempre en deute.